# Зем'яни
Зем'я́ни (ст.-укр. земѧне, землѧне, землѧны, пол. ziemianie, лат. terrigene) — верства шляхетського стану у XIV–XVIII століттях, власники «землі» — маєтків. Існували на теренах Великого князівства Литовського, переважно на Підляшші, Волині та Київщині, як синонім поняття «бояри». Визначальним для зем'янина було умовне чи безумовне володіння земельним наділом, що відрізняло його від безземельної шляхти-голоти.

## Вживання
Михайло Грушевський у своїй праці «Історія України-Руси» вживав термін «земяни» («земянин»), очевидно враховуючи його польське походження. Натомість в українських грамотах XIV–XV століття, складених староукраїнською мовою, здебільшого вживалися назви «земляни» («землянин»). Одна з найдавніших згадок у формі «земляне» стосується 17 березня 1375 року, коли подільський князь Олександр Коріятович своєю грамотою підтверджував права на володіння Смотрицького монастиря.
Термін «земляни» («земяни») був рівнозначний поняттю «бояри» — давньоруській назві привілейованої верстви населення. У XIV–XV століттях обидва терміни вживалися на українських землях Корони Польської і Великого князівства Литовського. Однак з середини XVI століття їх почав витісняти з офіційних актів термін «шляхтичі».